# Angolanos
Angolanos são um povo e grupo metaétnico que habita Angola, um país na África Austral. Eles possuem uma cultura e ancestralidade em comum.
A população de Angola em 2014, depois do primeiro censo pós-independência e dos resultados definitivos do Recenseamento Geral da População e Habitação 2014, é de 25 789 024 habitantes, sendo 52% do sexo feminino.
Em 2014 a população era composta por 37% de ovimbundos (língua umbundo), 25% de ambundos (língua quimbundo), 13% de congos (língua congo), 8% de chócues (língua chócue) e 14% de outros grupos étnicos (como os ovambos, os vambundas, os hereros, os nhaneca-humbes e os xindongas), bem como por cerca de 2% de mestiços (mistura de europeus e africanos) e 1% de europeus. Em 2014 as etnias dos ambundos e ovimbundos formavam, combinadas, a maioria da população (62%).
O português é a língua oficial e língua franca de Angola. Dentre as línguas africanas faladas no país, algumas têm o estatuto de língua nacional. Estas assim como as outras línguas africanas são faladas pelas respectivas etnias e têm dialectos correspondentes aos subgrupos étnicos. A língua étnica com mais falantes em Angola é o umbundo (ou m'bundo), falado pelos ovimbundos na região centro-sul de Angola e em muitos meios urbanos. É língua materna de cerca de um terço dos angolanos. O quimbundo (ou kimbundo) é a segunda língua étnica mais falada — por cerca da quarta parte da população, O congo (ou kikongo), falado no norte (Uíge e Zaire). tem diversos dialectos. O chócue (ou côkwe) é a língua do leste, por excelência.
Embora as línguas étnicas sejam as habitualmente faladas pela maioria da população, o português é a primeira língua de 40% da população angolana — proporção que se apresenta muito superior na capital do país —, enquanto cerca de 71% dos angolanos afirmam usá-la como primeira ou segunda língua.

## Definição
Segundo a Constituição de Angola os cidadãos angolanos podem ser:

### Natos
- Qualquer pessoa nascida em Angola, ainda que de pais estrangeiros, exceto nos casos em que estes estejam a serviço de seu país (como diplomatas estrangeiros);

### Naturalizados
Os requerentes a nacionalidade por naturalização devem ser maior perante a Lei angolana e a Lei do Estado de origem, residir habitual e regularmente em Angola há pelo menos 10 anos, oferecer garantias morais e cívicas de integração na sociedade angolana, possuir capacidade para reger a sua pessoa e assegurar a sua subsistência, entre outros requisitos.
O Governo Angolano pode, mediante autorização da Assembleia Nacional, conceder a nacionalidade angolana a cidadão estrangeiro que tenha prestado ou possa vir a prestar relevantes serviços ao país ou ainda que demonstre qualidades profissionais, científicas ou artísticas excepcionais.

## Grupos étnicos
A população angolana é estimada em 32 milhões de habitantes (dados de 2019). Cerca de 95% dos angolanos são africanos bantos, pertencentes a uma diversidade de etnias. Entre estas, a mais importante é a dos ovimbundos que representam mais de um terço da população, seguidos dos ambundos com cerca de um quarto, e os congos com mais de 10%. Menor peso demográfico têm os chócues, os ovambos, os nhaneca-humbes, os ganguelas, os hereros e os xindongas. Existem ainda pequenos grupos residuais de coissãs (ocasionalmente designados como bosquímanos ou hotentotes), habitantes originais do território da Angola de hoje (e portanto pré-banta). O hábitat destas etnias, tal como existia no fim da era colonial, continua no essencial inalterado. No entanto, durante a segunda metade do século XX houve um fluxo permanente de habitantes das áreas rurais para as cidades. A seguir à independência, a Guerra Civil Angolana provocou um verdadeiro êxodo rural, de modo que neste momento (2015) um pouco mais de metade da população total de Angola vive em áreas urbanas. Neste contexto, muitos ambundos, congos e ovimbundos (e contingentes bem mais limitados de outros grupos) fixaram-se em cidades fora do hábitat tradicional da sua respectiva etnia. Em consequência deste movimento, existe hoje uma diversidade étnica muito acentuada em Luanda (inclusive região adjacente), mas também no Lubango, em Benguela e no Huambo, enquanto ela é relativamente mais limitada, por exemplo, em Malanje, Saurimo e Cabinda.
O número de portugueses que vivem actualmente em Angola foi estimada em aproximadamente pelo menos de 200 mil pessoas (registos consulares) em 2012, mas é provavelmente superior. Como ao mesmo tempo houve uma forte imigração de latino-americanos, especialmente brasileiros e cubanos, a população "caucasiana" voltou a constituir um grupo seguramente não inferior a 300 mil pessoas.
A longa presença de portugueses em Angola esteve na origem de um número considerável de mestiços (ou luso-angolanos), ou seja, de pessoas de ascendência africana e europeia. Tanto em termos administrativos como em termos sociais, estes foram no tempo colonial considerados como uma "raça" distinta das "raças" branca e negra. Em ambos os termos, esta distinção continua a vigorar até ao presente. A proporção dos mestiços na população total é estimada em cerca de 2%.
Por fim, formou-se a partir dos anos 1990, mas sobretudo a partir do fim da Guerra Civil em 2002, um novo grupo populacional composto por chineses, directa ou indirectamente associados à forte presença económica da China em Angola. Há poucas fontes confiáveis sobre o seu número, mas as estimativas apontam para uma ordem de grandeza de 259 mil, em 2012.

### Línguas
O português é a língua oficial e falada por 90% da população angolana (Maioria como língua nativa; grande maioria como uma segunda língua). É o segundo maior país lusófono (de língua portuguesa) em área total e população (atrás do Brasil ), e é o sétimo maior país da África. As línguas indígenas mais faladas são umbundo, quimbundo e congo, nesta ordem.